# 湯元 花の湯
湯元 花の湯（ゆもと はなのゆ）は、北海道函館市にある日帰り温泉施設である。

## 泉質
- ナトリウム泉
- カルシウム塩化物泉
  - 源泉温度70.1℃
  - 効能：筋肉痛、神経痛、皮膚病、消化器病、婦人病、打ち身、冷え性、便秘

駐車場（玄関横）に源泉が湧き出ている四阿（あずまや）風の建物がある。

## 歴史
源泉湧出地は100万年程前に噴火した横津岳（七飯町）や函館山（函館市）などの亀田半島火山群のために、炭酸ガスのついた珍しい源泉である。

## 施設
週替わりで男女風呂が変わる。内風呂は温泉（低温・高温（電気風呂））と白湯に入浴剤を入れた浴槽がある。露天風呂は造園屋がつくった「庭園露天風呂」であり、大浴場/脱衣所入口の左側が和風（庭園）風呂、右側が洋風（庭園）風呂である（内風呂にも一部デザインの変化がある）。
和風庭園（露天風呂）は四阿風呂、岩風呂、青石滝風呂（上の湯・下の湯）があり、特に岩風呂は一つの大きな岩をくりぬいてつくったものである。
洋風庭園（露天風呂）の浴槽は和風庭園（露天風呂）と大きな違いはないが、世界的に有名なカナダの洋風の庭園をモチーフしたものである。その中の高木にコニファーを、グランドカバーにはカルーナやエリカを始めとするヒース類を採用している。さらに、夜には庭園をイルミネーションやライトアップし、クリスマスの時期には、それにふさわしいイルミネーションがなされる。
また、和風洋風ともに、横津岳の伏流水が自由に飲める。
休憩施設は、大きな畳の小上がりとイス席があり、純和風作りの温泉旅館をイメージしたものである。また、「食事処 花の湯」「理美容室 サロンド・BB」「ボディケア・フィーノ」「函館中央整体院」があり、ゆっくり休憩できる。
さらに奥には、日帰り温泉入浴施設「湯元 花の湯」の隣に家族風呂「湯元 花家族」がある。

## アクセス
200台収容できる駐車場がある。
国道5号函館新道/函館江差自動車道の函館ICのすぐ近くにあるため、交通の便は良い。札幌方面や函館空港、道央自動車道大沼公園インターチェンジからは約30分、JR北海道の函館本線函館駅からは車で約15分、東日本フェリーターミナルからは車で約12分かかる。また、函館バスの停留所がある。